# Битка при Риаде
Битката при Риаде (на немски: Schlacht bei Riade) на 15 март 933 г. се провежда между войската на Източно франкското кралство с командир крал Хайнрих I против голямата войска на маджарите (унгарци). Състои се вероятно при река Унструт или при замъка на Видо при Ритген, близо до днешния град Вайсензе, провинция Тюрингия в Централна Германия.

## Ход на военните действия
Унгарските конници-стрелци побягват щом виждат добре въоръжените франки и бургунди (exercitum armatum). Войската на Хайнрих I ограбва лагера на унгарците и освобождава пленените. След това унгарците прекратяват до 938 г. своите грабежни походи в германска територия.
Ото I с помощта на Св. Лаврентий прекратява унгарското нашествие в Централна и Западна Европа чрез победата в Битката на Лехското поле на 10 август 955 г.